# Ocell sastre de Samar
L'ocell sastre de Samar o ocell sastre encaputxat (Orthotomus samarensis) és una espècie d'ocell passeriforme que pertany a la família Cisticolidae endèmica de Filipines.

## Distribució i hàbitat
Es troba en algunes de les illes Visayas: Samar, Leyte i Bohol, al centre de Filipines.
L'hàbitat natural són els boscos humits tropicals de terres baixes. Està amenaçat per la pèrdua d'hàbitat.